# Marguerite de Gourbillon
Jeanne-Marguerite de Gourbillon, född Gallois i Gray 1737, död 1817, var en fransk hovdam och gunstling. Hon var hovdam hos den franska prinsessan grevinnan av Provence, Maria Josefina av Savojen, gemål till den framtida Ludvig XVIII av Frankrike. Hon hade stort inflytande över Maria Josefina, och hade möjligen en kärleksrelation med denna. 

## Biografi
Gourbillon var född i en borgerlig familj och gifte sig 1763 med adelsmannen Charles-Florent de Gourbillon, som hade ett ämbete inom posten i Lille. Hon anställdes som hovdam, lectrice, hos Maria Josefina i Versailles, och fick stort inflytande över denna, som hon ska ha dominerat, och de ska ha haft en kärleksrelation med varandra. 
Gourbillon följde år 1791 Maria Josefina i landsflykt under franska revolutionen och levde med henne först i Savojen och därefter i Tyskland. Maria Josefina levde under denna tid separerad från maken Ludvig, och hennes förhållande med Gourbillon ska ha varit en orsak till brytningen. 
1799 kallade Ludvig på Maria Josefina för att hon skulle närvara vid bröllopet mellan Marie Thérèse av Frankrike och Ludvig Anton, hertig av Angoulême vid det franska exilhovet i Mitau i Ryska Kurland. Han krävde att hon skulle lämna kvar Gourbillon i Tyskland, men de åkte trots det tillsammans till Mitau. På vägen till Jelgava slott överfölls dock vagnen och Gourbillon skildes från Maria Josefina med våld på Ludvigs order. Maria Josefina fortsatte då till slottet och ställde till skandal då hon offentligt konfronterade Ludvig och vägrade att klä om eller installera sig i sin våning förrän Gourbillon tilläts göra henne sällskap. Detta var dock utan framgång. Gourbillon fick senare sin hämnd genom att övertala den ryska tsaren att förvisa Ludvig och det franska exilhovet 1801. 
Då det franska exilhovet 1808 hade bosatt sig i Storbritannien följde Gourbillon efter till London, där hon gjorde upprepade men misslyckade försök att återförenas med Maria Josefina, försök som dock förhindrades av Ludvig.